# Giovanni de Marinis
Giovanni de Marinis   (Bari, segle XVI - valor desconegut) fou un compositor italià.
Giovanni de Marinis, compositor i mestre de capella de la catedral de Bari, va ser probablement el mestre de Giovanni Pietro Gallo. El 1596 va imprimir a Venècia el Primo libro de madrigali a sei voci, en el qual 13 composicions són de Marinis i una del seu deixeble Gallo; aquest, al seu torn va incloure la música del mestre al Primo libro de madrigali, publicat a Bari el 25 d'agost de 1597.
El Secondo libro de madrigali a sei voci de Marinis es va publicar el 1601, també a Venècia.